# Làmina (botànica)

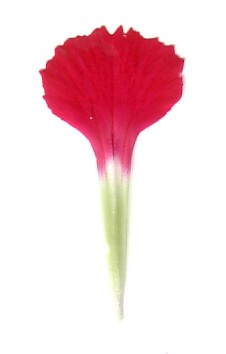
Pètal d'una espècie de clau (Dianthus sp.), dividit en ungla (a sota) i làmina (a sobre)

En les plantes, la làmina és la part superior d'un pètal lliure o fulla del nectari, que està clarament separada de la part inferior més estreta, l'ungla, eixamplada i generalment dirigida cap a l'exterior.